# Eishockey-Weltmeisterschaft der U20-Junioren 2023
Die Eishockey-Weltmeisterschaften der U20-Junioren 2023, offiziell 2023 IIHF Ice Hockey U20 World Championship, waren die 47. Austragung der von der Internationalen Eishockey-Föderation IIHF veranstalteten Eishockey-Weltmeisterschaft in der Altersklasse der Unter-Zwanzigjährigen (U20). Zwischen dem 11. Dezember 2022 und dem 2. Februar 2023 traten insgesamt 42 Nationalmannschaften in sechs Turnieren gegeneinander an.
Die Top-Division der Weltmeisterschaft wurde vom 26. Dezember 2022 bis zum 5. Januar 2023 ausgetragen, wobei die kanadische Nationalmannschaft ihre 20. Goldmedaille gewann. Im Finale setzte sich Kanada mit 3:2 gegen die tschechische Auswahl durch, die  erstmals seit 2001 wieder ein Endspiel erreichte. Die Bronzemedaille ging an die USA, während die Schweiz den siebten, Deutschland den achten und Österreich den zehnten Platz belegte und somit abstieg.
Ursprünglich sollte das Turnier in Nowosibirsk und Omsk und somit in Russland stattfinden, aufgrund des russischen Überfalls auf die Ukraine entzog die IIHF jedoch am 28. Februar 2022 dem russischen Verband das Turnier. Zugleich wurden die russische und die belarussische Auswahl suspendiert, die somit an der diesjährigen Austragung nicht teilnahmen. Anfang Mai 2022 gab die IIHF dann bekannt, dass die Top-Division in den kanadischen Städten Halifax und Moncton stattfinden soll.

## Teilnehmer, Austragungsorte und -zeiträume
- Top-Division: 26. Dezember 2022 bis 5. Januar 2023 in Halifax und Moncton, Kanada
Teilnehmer:  Deutschland,  Finnland,  Kanada (Titelverteidiger),  Lettland (Aufsteiger),  Österreich,  Schweden,  Schweiz,  Slowakei,  Tschechien,  USA

- Division I
  - Gruppe A: 11. bis 17. Dezember 2022 in Asker, Norwegen
Teilnehmer:  Dänemark,  Frankreich (Aufsteiger),  Kasachstan,  Norwegen,  Slowenien (Aufsteiger),  Ungarn
  - Gruppe B: 11. bis 17. Dezember 2022 in Bytom, Polen
Teilnehmer:  Estland,  Italien (Aufsteiger),  Japan,  Polen,  Südkorea (Aufsteiger),  Ukraine

- Division II
  - Gruppe A: 11. bis 17. Dezember 2022 in Kaunas, Litauen
Teilnehmer:  Großbritannien,  Kroatien (Aufsteiger),  Litauen,  Niederlande (Aufsteiger),  Rumänien,  Spanien
  - Gruppe B: 16. bis 22. Januar 2023 in Reykjavík, Island
Teilnehmer:  Belgien,  Volksrepublik China,  Island,  Mexiko (Aufsteiger),  Republik China (Taiwan) (Aufsteiger),  Serbien

- Division III: 26. Januar 2023 bis 2. Februar 2023 in Istanbul, Türkei
Teilnehmer:  Australien,  Bosnien und Herzegowina,  Bulgarien,  Israel,  Kirgisistan,  Neuseeland,  Südafrika,  Türkei

## Modus
Die Eishockey-Weltmeisterschaft wird in insgesamt sechs Turnieren mit unterschiedlicher Teilnehmerstärke ausgespielt. Die Top-Division spielt mit zehn Mannschaften, die Divisionen I und II mit je zwölf und die Division III mit acht Teilnehmern. In den Divisionen I und II werden die jeweils zwölf Mannschaften in je zwei Gruppen zu sechs Teams aufgeteilt. Die Division III besteht aus acht Teilnehmern.
Aus der Top-Division steigt der Letztplatzierte der Relegationsrunde in die Gruppe A der Division I ab. Aus selbiger steigt der Erstplatzierte zum nächsten Jahr in die Top-Division auf, während der Sechstplatzierte in die Gruppe B der Division I absteigt. Im Gegenzug steigt der Gewinner der Division I B in die Division I A auf. Aus der Division I B steigt ebenfalls der Letzte in die Division II A ab. Die Aufstiegsregelung der Division I B mit einem Auf- und Absteiger gilt genauso für die Division II A, II B und – was den Aufstieg anging – die Division III.

## Top-Division
Die Top-Division der U20-Weltmeisterschaft wurde vom 26. Dezember 2022 bis zum 5. Januar 2023 in den kanadischen Städten Halifax und Moncton ausgetragen. Am Turnier nahmen zehn Nationalmannschaften teil, die in zwei Gruppen zu je fünf Teams spielten. Dabei setzten sich die beiden Gruppen nach den Platzierungen der Mannschaften bei den letzten fünf Weltmeisterschaften nach folgendem Schlüssel zusammen:
| Gruppe A    | Gruppe B |
| ----------- | -------- |
| Kanada      | USA      |
| Schweden    | Finnland |
| Tschechien  | Schweiz  |
| Deutschland | Slowakei |
| Österreich  | Lettland |

### Modus
Nach den Gruppenspielen der Vorrunde qualifizierten sich die vier Bestplatzierten jeder Gruppe für das Viertelfinale, das dann ebenso wie die weiteren Runden im K.-o.-System ausgetragen wurde. Nach dem Viertelfinale wurde allerdings, wie 2020 eingeführt, anhand der Ergebnisse der Vorrunde noch einmal neu gesetzt. Die beiden Fünften der Gruppenphase bestritten eine Relegation nach dem Modus „Best-of-Three“ und ermittelten dabei den Absteiger in die Gruppe A der Division I.

### Austragungsorte
| Halifax |

| Moncton |

| Halifax |

| Moncton |

### Vorrunde

#### Gruppe A
| 26. Dezember 2022 14:30 Uhr (Ortszeit) | 26. Dezember 2022 19:30 Uhr (MEZ) | Schweden I. Rosén (13:17) F. Bystedt (17:49) I. Rosén (20:48) S. Robertsson (22:51) M. Oscarson (27:16) J. Lekkerimäki (30:28) L. Öhgren (32:33) C. Odelius (33:23) F. Wagner (42:45) F. Bystedt (44:06) O. Pettersson (53:50) | 11:0 (2:0, 6:0, 3:0) Spielbericht | Österreich | Scotiabank Centre, Halifax Zuschauer: 7.274 |

| 26. Dezember 2022 19:30 Uhr | 27. Dezember 2022 0:30 Uhr | Tschechien D. Špaček (17:48) D. Moravec (18:23) S. Svozil (20:44) J. Chmelař (28:14) M. Menšík (28:47) | 5:2 (2:1, 3:1, 0:0) Spielbericht | Kanada S. Wright (10:33) C. Bedard (21:29) | Scotiabank Centre, Halifax Zuschauer: 10.030 |

| 27. Dezember 2022 14:30 Uhr | 27. Dezember 2022 19:30 Uhr | Deutschland | 0:1 (0:1, 0:0, 0:0) Spielbericht | Schweden A. Engström (19:38) | Scotiabank Centre, Halifax Zuschauer: 7.632 |

| 27. Dezember 2022 19:30 Uhr | 28. Dezember 2022 0:30 Uhr | Österreich | 0:9 (0:3, 0:4, 0:2) Spielbericht | Tschechien J. Brabenec (3:50) J. Kulich (16:26) P. Hauser (18:39) G. Szturc (21:05) A. Čech (22:56) J. Kulich (28:16) G. Szturc (30:02) J. Kulich (40:08) D. Špaček (54:13) | Scotiabank Centre, Halifax Zuschauer: 7.105 |

| 28. Dezember 2022 19:30 Uhr | 29. Dezember 2022 0:30 Uhr | Kanada D. Guenther (6:46) S. Wright (13:21) C. Bedard (17:26) C. Bedard (21:02) C. Bedard (33:57) D. Guenther (36:48) B. Clarke (38:08) D. Guenther (39:24) L. Stankoven (39:56) Z. Ostapchuk (41:22) J. Roy (50:56) | 11:2 (3:1, 6:0, 2:1) Spielbericht | Deutschland R. Kechter (11:08) P. Sinn (54:25) | Scotiabank Centre, Halifax Zuschauer: 10.263 |

| 29. Dezember 2022 14:30 Uhr | 29. Dezember 2022 19:30 Uhr | Schweden F. Wagner (25:28) L. Jansson (26:58) L. Jansson (61:35) | 3:2 n. V. (0:0, 2:1, 0:1, 1:0) Spielbericht | Tschechien D. Jiříček (23:12) J. Ticháček (54:08) | Scotiabank Centre, Halifax Zuschauer: 9.140 |

| 29. Dezember 2022 19:30 Uhr | 30. Dezember 2022 0:30 Uhr | Österreich | 0:11 (0:3, 0:4, 0:4) Spielbericht | Kanada D. Guenther (14:08) Z. Dean (15:53) S. Wright (18:19) J. Roy (22:37) C. Bedard (23:08) N. Allan (25:35) L. Stankoven (34:32) A. Fantilli (42:15) N. Gaucher (51:58) C. Bedard (53:16) T. Hinds (58:07) | Scotiabank Centre, Halifax Zuschauer: 10.170 |

| 30. Dezember 2022 17:30 Uhr | 30. Dezember 2022 22:30 Uhr | Deutschland P. Krening (18:01) L. van der Linde (21:34) T. Heigl (26:57) R. Kechter (36:38) | 4:2 (1:0, 3:1, 0:1) Spielbericht | Österreich I. Scherzer (29:24) J. Dobnig (46:00) | Scotiabank Centre, Halifax Zuschauer: 7.586 |

| 31. Dezember 2022 14:30 Uhr | 31. Dezember 2022 19:30 Uhr | Tschechien D. Špaček (4:58) G. Szturc (17:04) J. Chmelař (29:38) M. Ryšavý (36:27) P. Hauser (37:14) J. Chmelař (44:33) J. Kos (45:02) J. Ticháček (57:23) | 8:1 (2:0, 3:1, 3:0) Spielbericht | Deutschland V. Oswald (32:35) | Scotiabank Centre, Halifax Zuschauer: 8.454 |

| 31. Dezember 2022 19:30 Uhr | 1. Januar 2023 0:30 Uhr | Kanada J. Roy (0:57) B. Othmann (2:08) T. Hinds (11:45) B. Othmann (40:35) K. Korchinski (52:42) | 5:1 (3:1, 0:0, 2:0) Spielbericht | Schweden L. Jansson (16:21) | Scotiabank Centre, Halifax Zuschauer: 10.301 |

| Pl. |             | Sp | S | OTS | OTN | N | Tore  | Punkte |
| 1.  | Tschechien  | 4  | 3 | 0   | 1   | 0 | 24:06 | 10     |
| 2.  | Kanada      | 4  | 3 | 0   | 0   | 1 | 29:08 | 9      |
| 3.  | Schweden    | 4  | 2 | 1   | 0   | 1 | 16:07 | 8      |
| 4.  | Deutschland | 4  | 1 | 0   | 0   | 3 | 07:22 | 3      |
| 5.  | Österreich  | 4  | 0 | 0   | 0   | 4 | 02:35 | 0      |

Abkürzungen: Pl. = Platz, Sp = Spiele, S = Siege, OTS = Siege nach Verlängerung (Overtime) oder Penaltyschießen, OTN = Niederlagen nach Verlängerung oder Penaltyschießen, N = Niederlagen

Erläuterungen: Viertelfinalqualifikant, Abstiegsrundenqualifikant

#### Gruppe B
| 26. Dezember 2022 12:00 Uhr (Ortszeit) | 26. Dezember 2022 17:00 Uhr (MEZ) | Finnland K. Kapanen (22:24) K. Väisänen (48:09) | 2:3 n. V. (0:0, 1:1, 1:1, 0:1) Spielbericht | Schweiz L. Canonica (32:54) J. Jabola (44:43) A. Biasca (60:41) | Avenir Centre, Moncton Zuschauer: 4.465 |

| 26. Dezember 2022 17:00 Uhr | 26. Dezember 2022 22:00 Uhr | Lettland A. Ravinskis (24:59) N. Feņenko (34:24) | 2:5 (0:0, 2:2, 0:3) Spielbericht | USA J. Snuggerud (20:24) S. Behrens (29:17) C. Lucius (41:57) R. Savage (46:48) L. Hughes (53:29) | Avenir Centre, Moncton Zuschauer: 4.927 |

| 27. Dezember 2022 12:00 Uhr | 27. Dezember 2022 17:00 Uhr | Finnland S. Päivärinta (8:54) J. Kemell (23:34) O. Kapanen (27:45) J. Nyman (33:56) B. Lambert (45:01) | 5:2 (1:1, 3:0, 1:1) Spielbericht | Slowakei P. Repčík (19:49) P. Repčík (43:22) | Avenir Centre, Moncton Zuschauer: 4.617 |

| 27. Dezember 2022 17:00 Uhr | 27. Dezember 2022 22:00 Uhr | Schweiz L. Robin (8:20) R. Dionicio (58:04) L. Reichle (PS) | 3:2 n. P. (1:1, 0:1, 1:0, 0:0, 1:0) Spielbericht | Lettland D. Ločmelis (13:03) D. Dukurs (37:50) | Avenir Centre, Moncton Zuschauer: 3.817 |

| 28. Dezember 2022 17:00 Uhr | 28. Dezember 2022 22:00 Uhr | Slowakei L. Němec (2:14) D. Dvorský (30:01) R. Bačo (31:48) F. Mešár (33:20) P. Repčík (50:46) A. Čiernik (58:53) | 6:3 (1:2, 3:0, 2:1) Spielbericht | USA T. Boucher (4:42) G. Brindley (6:48) T. Boucher (55:08) | Avenir Centre, Moncton Zuschauer: 6.438 |

| 29. Dezember 2022 12:00 Uhr | 29. Dezember 2022 17:00 Uhr | Lettland | 0:3 (0:1, 0:1, 0:1) Spielbericht | Finnland J. Nyman (4:43) N. Huuhtanen (29:34) K. Kapanen (57:45) | Avenir Centre, Moncton Zuschauer: 4.081 |

| 29. Dezember 2022 17:00 Uhr | 29. Dezember 2022 22:00 Uhr | USA J. Snuggerud (18:05) L. Cooley (25:49) J. Snuggerud (36:40) T. Boucher (38:02) L. Hughes (53:03) | 5:1 (1:0, 3:1, 1:0) Spielbericht | Schweiz A. Biasca (39:32) | Avenir Centre, Moncton Zuschauer: 7.024 |

| 30. Dezember 2022 12:00 Uhr | 30. Dezember 2022 17:00 Uhr | Slowakei A. Čiernik (17:52) Š. Nemec (49:03) F. Mešár (57:03) | 3:0 (1:0, 0:0, 2:0) Spielbericht | Lettland | Avenir Centre, Moncton Zuschauer: 3.878 |

| 31. Dezember 2022 12:00 Uhr | 31. Dezember 2022 17:00 Uhr | Schweiz L. Reichle (21:07) M. Ramel (42:20) L. Canonica (48:40) R. Dionicio (PS) | 4:3 n. P. (0:1, 1:2, 2:0, 0:0, 1:0) Spielbericht | Slowakei A. Sýkora (4:11) S. Petrovský (37:20) S. Petrovský (38:09) | Avenir Centre, Moncton Zuschauer: 4.849 |

| 31. Dezember 2022 17:00 Uhr | 31. Dezember 2022 22:00 Uhr | USA C. Lucius (15:22) R. McGroarty (24:57) J. Snuggerud (29:02) L. Hughes (34:48) L. Cooley (43:55) L. Hutson (56:15) | 6:2 (1:1, 3:1, 2:0) Spielbericht | Finnland J. Kemell (16:27) L. Hämeenaho (35:15) | Avenir Centre, Moncton Zuschauer: 8.231 |

| Pl. |          | Sp | S | OTS | OTN | N | Tore  | Punkte |
| 1.  | USA      | 4  | 3 | 0   | 0   | 1 | 19:11 | 9      |
| 2.  | Finnland | 4  | 2 | 0   | 1   | 1 | 12:11 | 7      |
| 3.  | Slowakei | 4  | 2 | 0   | 1   | 1 | 14:12 | 7      |
| 4.  | Schweiz  | 4  | 0 | 3   | 0   | 1 | 11:12 | 6      |
| 5.  | Lettland | 4  | 0 | 0   | 1   | 2 | 04:14 | 1      |

Abkürzungen: Pl. = Platz, Sp = Spiele, S = Siege, OTS = Siege nach Verlängerung (Overtime) oder Penaltyschießen, OTN = Niederlagen nach Verlängerung oder Penaltyschießen, N = Niederlagen

Erläuterungen: Viertelfinalqualifikant, Abstiegsrundenqualifikant

### Abstiegsrunde
| 2. Januar 2023 10:30 Uhr (Ortszeit) | 2. Januar 2023 15:30 Uhr (MEZ) | Lettland D. Ločmelis (16:16) E. Veckaktiņš (37:01) E. Veckaktiņš (48:50) S. Vilmanis (51:22) B. Hodass (58:54) | 5:2 (1:2, 1:0, 3:0) Spielbericht Stand: 1:0 | Österreich L. Auer (5:20) V. Rohrer (17:53) | Scotiabank Centre, Halifax Zuschauer: 4.879 |

| 4. Januar 2023 12:00 Uhr | 4. Januar 2023 17:00 Uhr | Österreich L. Auer (55:16) F. van Ee (57:25) | 2:4 (0:1, 0:2, 2:1) Spielbericht Stand: 0:2 | Lettland B. Hodass (6:40) Ģ. Silkalns (36:12) D. Ločmelis (37:51) S. Vilmanis (44:33) | Scotiabank Centre, Halifax Zuschauer: 3.456 |

### Finalrunde
|  | Viertelfinale                                          | Viertelfinale | Viertelfinale |    | Halbfinale | Halbfinale | Halbfinale       |          |   | Finale | Finale | Finale |
|  |                                                        |               |               |    |            |            |                  |          |   |        |        |        |
|  | A1                                                     | Tschechien    | 9             |    |            |            |                  |          |   |        |        |        |
|  | B4                                                     | Schweiz       | 1             |    |            |            |                  |          |   |        |        |        |
|  | B4                                                     | Schweiz       | 1             | A1 | Tschechien | 2          |                  |          |   |        |        |        |
|  |                                                        |               |               | A1 | Tschechien | 2          |                  |          |   |        |        |        |
|  | A3                                                     | Schweden      | 1             |    |            |            |                  |          |   |        |        |        |
|  | A3                                                     | Schweden      | 1             | B2 | Finnland   | 2          |                  |          |   |        |        |        |
|  |                                                        |               |               | B2 | Finnland   | 2          |                  |          |   |        |        |        |
|  | A3                                                     | Schweden      | 3             |    |            |            |                  |          |   |        |        |        |
|  | A3                                                     | Schweden      | 3             | A1 | Tschechien | 2          |                  |          |   |        |        |        |
|  | (Die Teams werden nach dem Viertelfinale neu gesetzt.) |               |               | A1 | Tschechien | 2          |                  |          |   |        |        |        |
|  |                                                        | A2            | Kanada        | 3  |            |            |                  |          |   |        |        |        |
|  | B1                                                     | A2            | Kanada        | 3  | USA        | 11         |                  |          |   |        |        |        |
|  | B1                                                     |               |               |    | USA        | 11         |                  |          |   |        |        |        |
|  | A4                                                     | Deutschland   | 1             |    |            |            |                  |          |   |        |        |        |
|  | A4                                                     | Deutschland   | 1             | B1 | USA        | 2          |                  |          |   |        |        |        |
|  |                                                        |               |               | B1 | USA        | 2          | Spiel um Platz 3 |          |   |        |        |        |
|  | A2                                                     | Kanada        | 6             |    |            |            |                  |          |   |        |        |        |
|  | A2                                                     | Kanada        | 6             | A2 | Kanada     | 4          | A3               | Schweden | 7 |        |        |        |
|  |                                                        |               |               | A2 | Kanada     | 4          | A3               | Schweden | 7 |        |        |        |
|  | B3                                                     | Slowakei      | 3             | B1 | USA        | 8          |                  |          |   |        |        |        |

#### Viertelfinale
| 2. Januar 2023 12:00 Uhr (Ortszeit) | 2. Januar 2023 17:00 Uhr (MEZ) | Finnland O. Kapanen (3:10) N. Huuhtanen (44:03) | 2:3 (1:1, 0:0, 1:2) Spielbericht | Schweden L. Carlsson (16:55) L. Carlsson (56:33) V. Stjernborg (58:55) | Avenir Centre, Moncton Zuschauer: 7.263 |

| 2. Januar 2023 14:30 Uhr | 2. Januar 2023 19:30 Uhr | Tschechien J. Kulich (2:41) M. Marcel (7:09) P. Hauser (9:37) D. Jiříček (20:28) J. Kulich (25:42) G. Szturc (33:10) E. Šalé (38:54) M. Marcel (43:18) G. Szturc (44:22) | 9:1 (3:1, 4:0, 2:0) Spielbericht | Schweiz L. Robin (0:22) | Scotiabank Centre, Halifax Zuschauer: 8.746 |

| 2. Januar 2023 17:00 Uhr | 2. Januar 2023 22:00 Uhr | USA L. Cooley (3:51) J. Snuggerud (8:00) R. Savage (8:39) J. Blake (29:05) L. Cooley (31:03) C. Gauthier (31:21) R. Savage (35:25) C. Gauthier (37:24) K. Connors (44:36) L. Cooley (46:53) D. Duke (48:31) | 11:1 (3:0, 5:0, 3:1) Spielbericht | Deutschland L. Hauf (56:48) | Avenir Centre, Moncton Zuschauer: 7.262 |

| 2. Januar 2023 19:30 Uhr | 3. Januar 2023 0:30 Uhr | Kanada C. Bedard (6:07) D. Guenther (25:02) Z. Ostapchuk (29:00) C. Bedard (65:17) | 4:3 n. V. (1:0, 2:2, 0:1, 1:0) Spielbericht | Slowakei L. Nemec (26:58) R. Baco (33:18) L. Nemec (51:25) | Scotiabank Centre, Halifax Zuschauer: 10.349 |

#### Halbfinale
| 4. Januar 2023 15:30 Uhr | 4. Januar 2023 20:30 Uhr | Tschechien D. Jiříček (59:21) J. Kulich (69:10) | 2:1 n. V. (0:0, 0:1, 1:0, 1:0) Spielbericht | Schweden L. Jansson (21:39) | Scotiabank Centre, Halifax Zuschauer: 9.265 |

| 4. Januar 2023 19:30 Uhr | 5. Januar 2023 0:30 Uhr | USA L. Cooley (1:19) K. Connors (10:30) | 2:6 (2:1, 0:3, 0:2) Spielbericht | Kanada C. Bedard (11:49) L. Stankoven (20:47) A. Fantilli (25:46) J. Roy (32:20) B. Clarke (49:45) J. Roy (56:45) | Scotiabank Centre, Halifax Zuschauer: 10.636 |

#### Spiel um Platz 3
| 5. Januar 2023 15:30 Uhr | 5. Januar 2023 20:30 Uhr | USA Logan Cooley (2:51) R. Ufko (21:51) C. Lucius (25:04) C. Gauthier (30:42) C. Lucius (33:37) L. Hughes (48:17) C. Gauthier (58:23) C. Lucius (62:06) | 8:7 n. V. (1:0, 4:5, 2:2, 1:0) Spielbericht | Schweden F. Bystedt (22:33) O. Pettersson (26:35) L. Carlsson (28:52) M. Oscarson (38:52) L. Öhgren (39:18) N. Östlund (44:00) F. Bystedt (59:38) | Scotiabank Centre, Halifax Zuschauer: 9.031 |

#### Finale
| 5. Januar 2023 19:30 Uhr | 6. Januar 2023 0:30 Uhr | Tschechien J. Kulich (52:30) J. Kos (53:24) | 2:3 n. V. (0:1, 0:1, 2:0, 0:1) Spielbericht | Kanada D. Guenther (12:41) S. Wright (24:35) D. Guenther (66:22) | Scotiabank Centre, Halifax Zuschauer: 10.735 |

### Statistik

#### Beste Scorer
Abkürzungen: Sp = Spiele, T = Tore, V = Assists, Pkt = Punkte, +/− = Plus/Minus, SM = Strafminuten; Fett: Turnierbestwert
| Spieler         | Team     | Sp | T | V  | Pkt | +/− | SM |
| --------------- | -------- | -- | - | -- | --- | --- | -- |
| Connor Bedard   | Kanada   | 7  | 9 | 14 | 23  | +14 | 2  |
| Logan Cooley    | USA      | 7  | 7 | 7  | 14  | +3  | 2  |
| Jimmy Snuggerud | USA      | 7  | 5 | 8  | 13  | +5  | 2  |
| Joshua Roy      | Kanada   | 7  | 5 | 6  | 11  | +14 | 0  |
| Logan Stankoven | Kanada   | 7  | 3 | 8  | 11  | +12 | 0  |
| Dylan Guenther  | Kanada   | 7  | 7 | 3  | 10  | −1  | 4  |
| Cutter Gauthier | USA      | 7  | 4 | 6  | 10  | +7  | 2  |
| Ludvig Jansson  | Schweden | 7  | 4 | 6  | 10  | +9  | 4  |
| Filip Bystedt   | Schweden | 7  | 4 | 6  | 10  | +8  | 2  |
| Ryan Ufko       | USA      | 7  | 1 | 9  | 10  | +3  | 2  |

#### Beste Torhüter
Abkürzungen: Sp = Spiele, Min = Eiszeit (in Minuten), GT = Gegentore, Sv% = gehaltene Schüsse (in %), GTS = Gegentorschnitt, SO = Shutouts; Fett: Turnierbestwert
Erfasst werden nur Torhüter, die mindestens 40 % der Gesamtspielzeit eines Teams absolviert haben. Sortiert nach Fangquote (Sv%).
| Spieler        | Team       | Sp | Min    | GT | SO | Sv%   | GTS  |
| -------------- | ---------- | -- | ------ | -- | -- | ----- | ---- |
| Adam Gajan     | Slowakei   | 5  | 250:15 | 10 | 1  | 93,59 | 2,40 |
| Tomáš Suchánek | Tschechien | 7  | 435:13 | 11 | 1  | 93,41 | 1,52 |
| Jani Lampinen  | Finnland   | 3  | 179:00 | 5  | 1  | 93,33 | 1,68 |
| Thomas Milic   | Kanada     | 3  | 340:01 | 10 | 0  | 93,20 | 1,76 |
| Carl Lindbom   | Schweden   | 7  | 431:48 | 19 | 2  | 91,44 | 2,64 |

### Abschlussplatzierungen
| Pl. | Team        |
| --- | ----------- |
| 1   | Kanada      |
| 2   | Tschechien  |
| 3   | USA         |
| 4   | Schweden    |
| 5   | Slowakei    |
| 6   | Finnland    |
| 7   | Schweiz     |
| 8   | Deutschland |
| 9   | Lettland    |
| 10  | Österreich  |

### Titel, Auf- und Abstieg
| Weltmeister Kanada | Nolan Allan, Caedan Bankier, Owen Beck, Connor Bedard, Brandt Clarke, Colton Dach, Zach Dean, Ethan Del Mastro, Adam Fantilli, Nathan Gaucher, Benjamin Gaudreau, Dylan Guenther, Tyson Hinds, Kevin Korchinski, Jack Matier, Thomas Milic, Zack Ostapchuk, Brennan Othmann, Joshua Roy, Reid Schaefer, Logan Stankoven, Shane Wright (C), Olen Zellweger Cheftrainer: Dennis Williams |

| Silber Tschechien | Jakub Brabenec, Aleš Čech, Jaroslav Chmelař, Tomáš Hamara, Petr Hauser, David Jiříček, Jakub Kos, Daniel Král, Jiří Kulich, Marcel Marcel, Adam Měchura, Matouš Menšík, David Moravec, Martin Ryšavý, Eduard Šalé, Robin Sapoušek, Matyáš Šapovaliv, Oliver Šatný, David Špaček, Tomáš Suchánek, Stanislav Svozil (C), Gabriel Szturc, Jiří Ticháček Cheftrainer: Radim Rulík |

| Bronze USA | Trey Augustine, Sean Behrens, Jackson Blake, Tyler Boucher, Gavin Brindley, Ryan Chesley, Kenny Connors, Logan Cooley, Dylan Duke, Cutter Gauthier, Luke Hughes (C), Lane Hutson, Noah Laba, Samuel Lipkin, Chaz Lucius, Kaidan Mbereko, Rutger McGroarty, Luke Mittelstadt, Andrew Oke, Jack Peart, Redmond Savage, Jimmy Snuggerud, Charlie Stramel, Ryan Ufko Cheftrainer: Rand Pecknold |

| Absteiger in die Division IA:   | Österreich |
| Aufsteiger in die Top-Division: | Norwegen   |

### Auszeichnungen
Spielertrophäen
| Auszeichnung         | Spieler       | Team       |
| -------------------- | ------------- | ---------- |
| Wertvollster Spieler | Connor Bedard | Kanada     |
| Bester Torhüter      | Adam Gajan    | Slowakei   |
| Bester Verteidiger   | David Jiříček | Tschechien |
| Bester Stürmer       | Connor Bedard | Kanada     |

All-Star-Team
| Angriff:      | Connor Bedard – Logan Cooley – Jiří Kulich |
| Verteidigung: | Ludvig Jansson – David Jiříček             |
| Tor:          | Tomáš Suchánek                             |

## Division I

### Gruppe A in Asker, Norwegen
Das Turnier der Gruppe A wurde vom 11. bis 17. Dezember 2022 im norwegischen Asker ausgetragen. Die Spiele fanden in der 3.650 Zuschauer fassenden Varner Arena statt, wobei insgesamt 7.785 Zuschauer die 15 Turnierspiele besuchten, was einem Schnitt von 519 pro Partie entspricht. Gastgeber Norwegen gelang nach 10 Jahren erneut der Aufstieg in die Top-Division, während Aufsteiger Slowenien wieder umgehend in die B-Gruppe der Division I abstieg.
| 11. Dezember 2022 13:00 Uhr (Ortszeit) | Ungarn | 2:3 n. V. (0:1, 1:0, 1:1, 0:1) Spielbericht | Dänemark | Varner Arena, Asker Zuschauer: 110 |

| 11. Dezember 2022 16:30 Uhr | Slowenien | 0:4 (0:0, 0:2, 0:2) Spielbericht | Norwegen | Varner Arena, Asker Zuschauer: 1.750 |

| 11. Dezember 2022 20:00 Uhr | Frankreich | 2:0 (1:0, 0:0, 1:0) Spielbericht | Kasachstan | Varner Arena, Asker Zuschauer: 85 |

| 12. Dezember 2022 13:00 Uhr | Dänemark | 1:6 (1:1, 0:3, 0:2) Spielbericht | Slowenien | Varner Arena, Asker Zuschauer: 139 |

| 12. Dezember 2022 16:30 Uhr | Kasachstan | 3:2 (0:0, 0:2, 3:0) Spielbericht | Ungarn | Varner Arena, Asker Zuschauer: 114 |

| 12. Dezember 2022 20:00 Uhr | Norwegen | 3:2 (1:0, 1:1, 1:1) Spielbericht | Frankreich | Varner Arena, Asker Zuschauer: 954 |

| 14. Dezember 2022 13:00 Uhr | Slowenien | 2:5 (1:2, 1:2, 0:1) Spielbericht | Frankreich | Varner Arena, Asker Zuschauer: 235 |

| 14. Dezember 2022 16:30 Uhr | Norwegen | 3:2 (0:1, 1:0, 2:1) Spielbericht | Ungarn | Varner Arena, Asker Zuschauer: 850 |

| 14. Dezember 2022 20:00 Uhr | Kasachstan | 4:0 (1:0, 2:0, 1:0) Spielbericht | Dänemark | Varner Arena, Asker Zuschauer: 156 |

| 15. Dezember 2022 13:00 Uhr | Frankreich | 4:5 n. P. (2:2, 2:0, 0:2, 0:0, 0:1) Spielbericht | Ungarn | Varner Arena, Asker Zuschauer: 137 |

| 15. Dezember 2022 16:30 Uhr | Kasachstan | 4:2 (2:0, 1:1, 1:1) Spielbericht | Slowenien | Varner Arena, Asker Zuschauer: 139 |

| 15. Dezember 2022 20:00 Uhr | Dänemark | 1:4 (0:2, 0:1, 1:1) Spielbericht | Norwegen | Varner Arena, Asker Zuschauer: 1.498 |

| 17. Dezember 2022 13:00 Uhr | Ungarn | 7:5 (1:2, 3:1, 3:2) Spielbericht | Slowenien | Varner Arena, Asker Zuschauer: 90 |

| 17. Dezember 2022 16:30 Uhr | Dänemark | 4:3 (1:1, 1:1, 2:1) Spielbericht | Frankreich | Varner Arena, Asker Zuschauer: 124 |

| 17. Dezember 2022 20:00 Uhr | Norwegen | 5:3 (1:0, 3:2, 1:1) Spielbericht | Kasachstan | Varner Arena, Asker Zuschauer: 1.404 |

| Pl. |            | Sp | S | OTS | OTN | N | Tore  | Punkte |
| 1.  | Norwegen   | 5  | 5 | 0   | 0   | 0 | 19:08 | 15     |
| 2.  | Kasachstan | 5  | 3 | 0   | 0   | 2 | 14:11 | 9      |
| 3.  | Frankreich | 5  | 2 | 0   | 1   | 2 | 16:14 | 7      |
| 4.  | Ungarn     | 5  | 1 | 1   | 1   | 2 | 18:18 | 6      |
| 5.  | Dänemark   | 5  | 1 | 1   | 0   | 3 | 09:19 | 5      |
| 6.  | Slowenien  | 5  | 1 | 0   | 0   | 4 | 15:21 | 3      |

Abkürzungen: Pl. = Platz, Sp = Spiele, S = Siege, OTS = Siege nach Verlängerung (Overtime) oder Penaltyschießen, OTN = Niederlagen nach Verlängerung oder Penaltyschießen, N = Niederlagen

Erläuterungen: Aufsteiger in die Top-Division, Absteiger in die Division IB

#### Division-IA-Siegermannschaft
| Division-IA-Aufsteiger Norwegen | Mathias Schjerpen Arnkværn, Oskar Kind Bakkevig, Michael Brandsegg-Nygård, Patrik Dalen, Leo Johansen Halmrast, Isak Hansen, Martin Johnsen, Gabriel Koch, David Aas Larsen, Tobias Bjercke Larsen, Johannes Løkkeberg, Kasper Magnussen, Jonas Nyhus Myhre, Mats Bakke Olsen, Mathias Papuga, Sole Marius Ryen, Johan Tørres Selnes, Noah Steen, Markus Røhnebæk Stensrud, Petter Vesterheim, Emil Kvernmo Wasenden, Sander Wold Trainer: Anders Gjøse |

### Gruppe B in Bytom, Polen
Das Turnier der Gruppe B wurde vom 11. bis 17. Dezember 2022 im polnischen Bytom ausgetragen. Die Spiele fanden in der 3.000 Zuschauer fassenden Bytom Arena statt, wobei insgesamt 6.350 Zuschauer die 15 Turnierspiele besuchten, was einem Schnitt von 423 pro Partie entspricht. Der japanischen Auswahl gelang der Aufstieg und somit die Rückkehr in die Gruppe A der Division I, in der sie zuletzt 2011 vertreten war. Dem gegenüber stieg Südkorea als Aufsteiger prompt wieder in die Division II ab.
| 11. Dezember 2022 13:00 Uhr (Ortszeit) | Südkorea | 3:5 (2:1, 0:4, 1:0) Spielbericht | Japan | Bytom Arena, Bytom Zuschauer: 70 |

| 11. Dezember 2022 16:30 Uhr | Polen | 4:3 n. V. (0:0, 3:2, 0:1, 1:0) Spielbericht | Estland | Bytom Arena, Bytom Zuschauer: 1.000 |

| 11. Dezember 2022 20:00 Uhr | Italien | 0:4 (0:0, 0:3, 0:1) Spielbericht | Ukraine | Bytom Arena, Bytom Zuschauer: 120 |

| 12. Dezember 2022 13:00 Uhr | Estland | 1:2 (1:0, 0:2, 0:0) Spielbericht | Südkorea | Bytom Arena, Bytom Zuschauer: 100 |

| 12. Dezember 2022 16:30 Uhr | Ukraine | 5:2 (2:0, 1:2, 2:0) Spielbericht | Polen | Bytom Arena, Bytom Zuschauer: 1.000 |

| 12. Dezember 2022 20:00 Uhr | Japan | 2:3 n. V. (1:1, 1:0, 0:1, 0:1) Spielbericht | Italien | Bytom Arena, Bytom Zuschauer: 60 |

| 14. Dezember 2022 13:00 Uhr | Südkorea | 4:6 (1:0, 1:3, 2:3) Spielbericht | Italien | Bytom Arena, Bytom Zuschauer: 60 |

| 14. Dezember 2022 16:30 Uhr | Japan | 7:3 (1:1, 3:1, 3:1) Spielbericht | Polen | Bytom Arena, Bytom Zuschauer: 980 |

| 14. Dezember 2022 20:00 Uhr | Ukraine | 3:2 (1:0, 0:2, 2:0) Spielbericht | Estland | Bytom Arena, Bytom Zuschauer: 90 |

| 16. Dezember 2022 13:00 Uhr | Estland | 3:4 (1:1, 2:2, 0:1) Spielbericht | Japan | Bytom Arena, Bytom Zuschauer: 60 |

| 16. Dezember 2022 16:30 Uhr | Italien | 2:1 (0:0, 1:0, 1:1) Spielbericht | Polen | Bytom Arena, Bytom Zuschauer: 870 |

| 16. Dezember 2022 20:00 Uhr | Ukraine | 7:1 (1:0, 3:1, 3:0) Spielbericht | Südkorea | Bytom Arena, Bytom Zuschauer: 120 |

| 17. Dezember 2022 13:00 Uhr | Estland | 2:1 (0:0, 2:1, 0:0) Spielbericht | Italien | Bytom Arena, Bytom Zuschauer: 70 |

| 17. Dezember 2022 16:30 Uhr | Polen | 11:2 (3:0, 4:1, 4:1) Spielbericht | Südkorea | Bytom Arena, Bytom Zuschauer: 1.000 |

| 17. Dezember 2022 20:00 Uhr | Japan | 7:4 (1:1, 4:0, 2:3) Spielbericht | Ukraine | Bytom Arena, Bytom Zuschauer: 750 |

| Pl. |          | Sp | S | OTS | OTN | N | Tore  | Punkte |
| 1.  | Japan    | 5  | 4 | 0   | 1   | 0 | 25:16 | 13     |
| 2.  | Ukraine  | 5  | 4 | 0   | 0   | 1 | 23:12 | 12     |
| 3.  | Italien  | 5  | 2 | 1   | 0   | 2 | 12:13 | 8      |
| 4.  | Polen    | 5  | 1 | 1   | 0   | 3 | 21:19 | 5      |
| 5.  | Estland  | 5  | 1 | 0   | 1   | 3 | 11:14 | 4      |
| 6.  | Südkorea | 5  | 1 | 0   | 0   | 4 | 12:30 | 3      |

Abkürzungen: Pl. = Platz, Sp = Spiele, S = Siege, OTS = Siege nach Verlängerung (Overtime) oder Penaltyschießen, OTN = Niederlagen nach Verlängerung oder Penaltyschießen, N = Niederlagen

Erläuterungen: Aufsteiger in die Division IA, Absteiger in die Division IIA

#### Division-IB-Siegermannschaft
| Division-IB-Aufsteiger Japan | Yusaku Ando, Junsuke Kasai, Shiryu Koiwa, Rukia Morita, Kairi Murakoso, Kotarō Murase, Ryuto Nakamoto, Hayate Nishiwaki, Kaito Ōkubo, Issa Ōtsuka, Junya Owa, Aoi Sasanuma, Akira Sawaguchi, Fuji Suzuki, Rin Takada, Ichiro Takahashi, Taisei Takasaki, Sōta Takeda, Issa Tamura, Yuta Taneichi, Yutaka Toko, Kotarō Tsutsumi, Tai Ushio Trainer: Perry Pearn |

### Auf- und Abstieg
| Absteiger in die Division IA:   | Österreich |
| Aufsteiger in die Top-Division: | Norwegen   |
| Absteiger in die Division IB:   | Slowenien  |
| Aufsteiger in die Division IA:  | Japan      |
| Absteiger in die Division IIA:  | Südkorea   |
| Aufsteiger in die Division IB:  | Kroatien   |

## Division II

### Gruppe A in Kaunas, Litauen
Das Turnier der Gruppe A wurde vom 11. bis 17. Dezember 2022 im litauischen Kaunas ausgetragen. Die Spiele fanden im 800 Zuschauer fassenden Kauno ledo rūmai („Kaunas Eispalast“) statt. Insgesamt besuchten 5.905 Zuschauer die 15 Turnierspiele, was einem Schnitt von 394 pro Partie entspricht. Der kroatischen Auswahl gelang (durch den besseren direkten Vergleich mit Großbritannien) der Aufstieg und somit die Rückkehr in die Division I, in der sie zuletzt 2011 vertreten war. Rumänien hingegen musste den Abstieg in die Gruppe B antreten.
| 11. Dezember 2022 12:30 Uhr (Ortszeit) | Niederlande | 3:2 n. V. (1:1, 0:1, 1:0, 1:0) Spielbericht | Kroatien | Kauno ledo rūmai, Kaunas Zuschauer: 112 |

| 11. Dezember 2022 16:00 Uhr | Litauen | 3:4 (2:1, 1:2, 0:1) Spielbericht | Großbritannien | Kauno ledo rūmai, Kaunas Zuschauer: 689 |

| 11. Dezember 2022 19:30 Uhr | Spanien | 6:2 (1:1, 2:0, 3:1) Spielbericht | Rumänien | Kauno ledo rūmai, Kaunas Zuschauer: 238 |

| 13. Dezember 2022 12:30 Uhr | Rumänien | 4:5 (1:2, 1:0, 2:3) Spielbericht | Niederlande | Kauno ledo rūmai, Kaunas Zuschauer: 82 |

| 13. Dezember 2022 16:00 Uhr | Großbritannien | 4:7 (1:4, 0:2, 3:1) Spielbericht | Kroatien | Kauno ledo rūmai, Kaunas Zuschauer: 392 |

| 13. Dezember 2022 19:30 Uhr | Spanien | 1:4 (0:1, 0:2, 1:1) Spielbericht | Litauen | Kauno ledo rūmai, Kaunas Zuschauer: 532 |

| 14. Dezember 2022 12:30 Uhr | Großbritannien | 9:0 (4:0, 3:0, 2:0) Spielbericht | Rumänien | Kauno ledo rūmai, Kaunas Zuschauer: 361 |

| 14. Dezember 2022 16:00 Uhr | Spanien | 5:2 (2:1, 2:1, 1:0) Spielbericht | Niederlande | Kauno ledo rūmai, Kaunas Zuschauer: 356 |

| 14. Dezember 2022 19:30 Uhr | Litauen | 1:2 n. P. (1:0, 0:0, 0:1, 0:0, 0:1) Spielbericht | Kroatien | Kauno ledo rūmai, Kaunas Zuschauer: 615 |

| 16. Dezember 2022 12:30 Uhr | Kroatien | 9:5 (3:2, 2:1, 4:2) Spielbericht | Spanien | Kauno ledo rūmai, Kaunas Zuschauer: 109 |

| 16. Dezember 2022 16:00 Uhr | Niederlande | 0:7 (0:1, 0:4, 0:2) Spielbericht | Großbritannien | Kauno ledo rūmai, Kaunas Zuschauer: 393 |

| 16. Dezember 2022 19:30 Uhr | Rumänien | 1:4 (0:1, 1:1, 0:2) Spielbericht | Litauen | Kauno ledo rūmai, Kaunas Zuschauer: 698 |

| 17. Dezember 2022 12:30 Uhr | Großbritannien | 3:1 (1:1, 1:0, 1:0) Spielbericht | Spanien | Kauno ledo rūmai, Kaunas Zuschauer: 278 |

| 17. Dezember 2022 16:00 Uhr | Litauen | 3:1 (1:1, 1:0, 1:0) Spielbericht | Niederlande | Kauno ledo rūmai, Kaunas Zuschauer: 675 |

| 17. Dezember 2022 19:30 Uhr | Kroatien | 5:4 (2:0, 2:3, 1:1) Spielbericht | Rumänien | Kauno ledo rūmai, Kaunas Zuschauer: 375 |

| Pl. |                | Sp | S | OTS | OTN | N | Tore  | Punkte |
| 1.  | Kroatien       | 5  | 3 | 1   | 1   | 0 | 25:17 | 12     |
| 2.  | Großbritannien | 5  | 4 | 0   | 0   | 1 | 27:11 | 12     |
| 3.  | Litauen        | 5  | 3 | 0   | 1   | 1 | 15:09 | 10     |
| 4.  | Spanien        | 5  | 2 | 0   | 0   | 3 | 18:20 | 6      |
| 5.  | Niederlande    | 5  | 1 | 1   | 0   | 3 | 11:21 | 5      |
| 6.  | Rumänien       | 5  | 0 | 0   | 0   | 5 | 11:29 | 0      |

Abkürzungen: Pl. = Platz, Sp = Spiele, S = Siege, OTS = Siege nach Verlängerung (Overtime) oder Penaltyschießen, OTN = Niederlagen nach Verlängerung oder Penaltyschießen, N = Niederlagen

Erläuterungen: Aufsteiger in die Division IB, Absteiger in die Division IIB

### Gruppe B in Reykjavík, Island
Das Turnier der Gruppe B wurde vom 16. bis 22. Januar 2022 im isländischen Reykjavík ausgetragen. Die Spiele fanden in der 1.500 Zuschauer fassenden Skautahöllin í Laugardal statt. Insgesamt besuchten 1.793 Zuschauer die 15 Turnierspiele, was einem Schnitt von 120 pro Partie entspricht. Der chinesischen Auswahl gelang durch einen 4:3-Erfolg gegen Belgien der Aufstieg in die A-Gruppe. Mexiko hingegen musste punktlos die sofortige Rückkehr in die Division III antreten. Das entscheidende Spiel gegen den Abstieg verloren die Mittelamerikaner mit 3:8 gegen Mitaufsteiger Taiwan.
| 16. Januar 2023 13:00 Uhr (Ortszeit) | Mexiko | 3:8 (1:3, 1:2, 1:3) Spielbericht | Republik China (Taiwan) | Skautahöllin í Laugardal, Reykjavík Zuschauer: 50 |

| 16. Januar 2023 16:30 Uhr | Belgien | 3:4 n. V. (1:1, 1:1, 1:1, 0:1) Spielbericht | Volksrepublik China | Skautahöllin í Laugardal, Reykjavík Zuschauer: 45 |

| 16. Januar 2023 20:00 Uhr | Island | 1:7 (0:3, 0:3, 1:1) Spielbericht | Serbien | Skautahöllin í Laugardal, Reykjavík Zuschauer: 213 |

| 17. Januar 2023 13:00 Uhr | Volksrepublik China | 4:0 (1:0, 2:0, 1:0) Spielbericht | Mexiko | Skautahöllin í Laugardal, Reykjavík Zuschauer: 35 |

| 17. Januar 2023 16:30 Uhr | Serbien | 7:1 (2:0, 2:1, 3:0) Spielbericht | Republik China (Taiwan) | Skautahöllin í Laugardal, Reykjavík Zuschauer: 25 |

| 17. Januar 2023 20:00 Uhr | Belgien | 5:3 (0:1, 2:1, 3:1) Spielbericht | Island | Skautahöllin í Laugardal, Reykjavík Zuschauer: 153 |

| 19. Januar 2023 13:00 Uhr | Serbien | 2:8 (1:2, 0:4, 1:2) Spielbericht | Volksrepublik China | Skautahöllin í Laugardal, Reykjavík Zuschauer: 32 |

| 19. Januar 2023 16:30 Uhr | Belgien | 5:2 (3:0, 0:2, 2:0) Spielbericht | Mexiko | Skautahöllin í Laugardal, Reykjavík Zuschauer: 40 |

| 19. Januar 2023 20:00 Uhr | Island | 5:4 (1:1, 1:1, 3:2) Spielbericht | Republik China (Taiwan) | Skautahöllin í Laugardal, Reykjavík Zuschauer: 205 |

| 20. Januar 2023 13:00 Uhr | Mexiko | 2:8 (0:3, 1:2, 1:3) Spielbericht | Serbien | Skautahöllin í Laugardal, Reykjavík Zuschauer: 28 |

| 20. Januar 2023 16:30 Uhr | Republik China (Taiwan) | 2:6 (0:4, 0:0, 2:2) Spielbericht | Belgien | Skautahöllin í Laugardal, Reykjavík Zuschauer: 30 |

| 20. Januar 2023 20:00 Uhr | Volksrepublik China | 5:2 (2:0, 2:1, 1:1) Spielbericht | Island | Skautahöllin í Laugardal, Reykjavík Zuschauer: 264 |

| 22. Januar 2023 13:00 Uhr | Volksrepublik China | 8:2 (4:0, 2:0, 2:2) Spielbericht | Republik China (Taiwan) | Skautahöllin í Laugardal, Reykjavík Zuschauer: 32 |

| 22. Januar 2023 16:30 Uhr | Serbien | 3:6 (2:1, 1:2, 0:3) Spielbericht | Belgien | Skautahöllin í Laugardal, Reykjavík Zuschauer: 62 |

| 22. Januar 2023 20:00 Uhr | Island | 7:0 (2:0, 2:3, 1:1) Spielbericht | Mexiko | Skautahöllin í Laugardal, Reykjavík Zuschauer: 579 |

| Pl. |                         | Sp | S  | OTS | OTN | N | Tore  | Punkte |
| 1.  | Volksrepublik China     | 5  | 43 | 1   | 0   | 0 | 29:09 | 14     |
| 2.  | Belgien                 | 5  | 4  | 0   | 1   | 0 | 25:14 | 14     |
| 3.  | Serbien                 | 5  | 3  | 0   | 0   | 2 | 27:18 | 9      |
| 4.  | Island                  | 5  | 2  | 0   | 0   | 3 | 18:21 | 6      |
| 5.  | Republik China (Taiwan) | 5  | 1  | 0   | 0   | 4 | 17:29 | 5      |
| 6.  | Mexiko                  | 5  | 0  | 0   | 0   | 5 | 07:32 | 0      |

Abkürzungen: Pl. = Platz, Sp = Spiele, S = Siege, OTS = Siege nach Verlängerung (Overtime) oder Penaltyschießen, OTN = Niederlagen nach Verlängerung oder Penaltyschießen, N = Niederlagen

Erläuterungen: Aufsteiger in die Division IIA, Absteiger in die Division III

### Auf- und Abstieg
| Absteiger in die Division IIA:  | Südkorea            |
| Aufsteiger in die Division IB:  | Kroatien            |
| Absteiger in die Division IIB:  | Rumänien            |
| Aufsteiger in die Division IIA: | Volksrepublik China |
| Absteiger in die Division III:  | Mexiko              |
| Aufsteiger in die Division IIB: | Australien          |

## Division III in Istanbul, Türkei
Das Turnier wurde vom 26. Januar bis zum 2. Februar 2023 in der türkischen Hauptstadt Istanbul ausgetragen. Die Spiele fanden im Zeytinburnu Buz Pateni Salonu („Eislaufhalle Zeytinburnu“) statt. Insgesamt besuchten 5.182 Zuschauer die 20 Turnierspiele, was einem Schnitt von 235 pro Partie entspricht. Der australischen Auswahl gelang durch einen 4:1-Erfolg gegen Israel der Aufstieg und somit die Rückkehr in die Division II, in der sie zuletzt 2017 vertreten war.

### Vorrunde

#### Gruppe A
| 26. Januar 2023 10:00 Uhr (Ortszeit) | Australien | 12:4 (3:1, 3:1, 6:2) Spielbericht | Kirgisistan | Zeytinburnu Buz Pateni Salonu, Istanbul Zuschauer: 52 |

| 26. Januar 2023 17:00 Uhr (Ortszeit) | Bosnien und Herzegowina | 1:6 (0:2, 0:3, 1:1) Spielbericht | Neuseeland | Zeytinburnu Buz Pateni Salonu, Istanbul Zuschauer: 78 |

| 27. Januar 2023 10:00 Uhr | Bosnien und Herzegowina | 3:4 (1:1, 1:2, 1:1) Spielbericht | Kirgisistan | Zeytinburnu Buz Pateni Salonu, Istanbul Zuschauer: 54 |

| 27. Januar 2023 17:00 Uhr | Neuseeland | 2:6 (1:2, 1:0, 2:3) Spielbericht | Australien | Zeytinburnu Buz Pateni Salonu, Istanbul Zuschauer: 134 |

| 29. Januar 2023 10:00 Uhr | Australien | 10:0 (1:0, 6:0, 3:0) Spielbericht | Bosnien und Herzegowina | Zeytinburnu Buz Pateni Salonu, Istanbul Zuschauer: 50 |

| 29. Januar 2023 17:00 Uhr | Kirgisistan | 3:1 (1:1, 1:0, 1:0) Spielbericht | Neuseeland | Zeytinburnu Buz Pateni Salonu, Istanbul Zuschauer: 108 |

| Pl. |                         | Sp | S | OTS | OTN | N | Tore  | Punkte |
| 1.  | Australien              | 3  | 3 | 0   | 0   | 0 | 28:06 | 9      |
| 2.  | Kirgisistan             | 3  | 2 | 0   | 0   | 1 | 11:16 | 6      |
| 3.  | Neuseeland              | 3  | 1 | 0   | 0   | 2 | 09:10 | 3      |
| 4.  | Bosnien und Herzegowina | 3  | 0 | 0   | 0   | 3 | 04:20 | 0      |

Abkürzungen: Pl. = Platz, Sp = Spiele, S = Siege, OTS = Siege nach Verlängerung (Overtime) oder Penaltyschießen, OTN = Niederlagen nach Verlängerung oder Penaltyschießen, N = Niederlagen

#### Gruppe B
| 26. Januar 2023 13:30 Uhr (Ortszeit) | Israel | 16:1 (4:0, 8:1, 4:0) Spielbericht | Südafrika | Zeytinburnu Buz Pateni Salonu, Istanbul Zuschauer: 113 |

| 26. Januar 2023 20:30 Uhr (Ortszeit) | Türkei | 3:5 (1:0, 1:2, 1:3) Spielbericht | Bulgarien | Zeytinburnu Buz Pateni Salonu, Istanbul Zuschauer: 450 |

| 27. Januar 2023 13:30 Uhr | Bulgarien | 0:8 (0:5, 0:1, 0:2) Spielbericht | Israel | Zeytinburnu Buz Pateni Salonu, Istanbul Zuschauer: 127 |

| 27. Januar 2023 20:30 Uhr | Türkei | 9:3 (4:2, 1:0, 4:1) Spielbericht | Südafrika | Zeytinburnu Buz Pateni Salonu, Istanbul Zuschauer: 452 |

| 29. Januar 2023 10:00 Uhr | Südafrika | 0:5 (0:1, 0:3, 0:1) Spielbericht | Bulgarien | Zeytinburnu Buz Pateni Salonu, Istanbul Zuschauer: 64 |

| 29. Januar 2023 17:00 Uhr | Israel | 6:3 (5:0, 1:2, 0:1) Spielbericht | Türkei | Zeytinburnu Buz Pateni Salonu, Istanbul Zuschauer: 740 |

| Pl. |           | Sp | S | OTS | OTN | N | Tore  | Punkte |
| 1.  | Israel    | 3  | 3 | 0   | 0   | 0 | 30:04 | 9      |
| 2.  | Bulgarien | 3  | 2 | 0   | 0   | 1 | 10:11 | 6      |
| 3.  | Türkei    | 3  | 1 | 0   | 0   | 2 | 15:14 | 3      |
| 4.  | Südafrika | 3  | 0 | 0   | 0   | 3 | 04:30 | 0      |

Abkürzungen: Pl. = Platz, Sp = Spiele, S = Siege, OTS = Siege nach Verlängerung (Overtime) oder Penaltyschießen, OTN = Niederlagen nach Verlängerung oder Penaltyschießen, N = Niederlagen

### Finalrunde
|  | Viertelfinale                                          | Viertelfinale           | Viertelfinale |    | Halbfinale  | Halbfinale | Halbfinale       |           |   | Finale | Finale | Finale |
|  |                                                        |                         |               |    |             |            |                  |           |   |        |        |        |
|  | A1                                                     | Australien              | 26            |    |             |            |                  |           |   |        |        |        |
|  | B4                                                     | Südafrika               | 0             |    |             |            |                  |           |   |        |        |        |
|  | B4                                                     | Südafrika               | 0             | A1 | Australien  | 4          |                  |           |   |        |        |        |
|  |                                                        |                         |               | A1 | Australien  | 4          |                  |           |   |        |        |        |
|  | B2                                                     | Bulgarien               | 1             |    |             |            |                  |           |   |        |        |        |
|  | B2                                                     | Bulgarien               | 1             | B2 | Bulgarien   | 6          |                  |           |   |        |        |        |
|  |                                                        |                         |               | B2 | Bulgarien   | 6          |                  |           |   |        |        |        |
|  | A3                                                     | Neuseeland              | 2             |    |             |            |                  |           |   |        |        |        |
|  | A3                                                     | Neuseeland              | 2             | A1 | Australien  | 4          |                  |           |   |        |        |        |
|  | (Die Teams werden nach dem Viertelfinale neu gesetzt.) |                         |               | A1 | Australien  | 4          |                  |           |   |        |        |        |
|  |                                                        | B1                      | Israel        | 1  |             |            |                  |           |   |        |        |        |
|  | B1                                                     | B1                      | Israel        | 1  | Israel      | 10         |                  |           |   |        |        |        |
|  | B1                                                     |                         |               |    | Israel      | 10         |                  |           |   |        |        |        |
|  | A4                                                     | Bosnien und Herzegowina | 0             |    |             |            |                  |           |   |        |        |        |
|  | A4                                                     | Bosnien und Herzegowina | 0             | B1 | Israel      | 6          |                  |           |   |        |        |        |
|  |                                                        |                         |               | B1 | Israel      | 6          | Spiel um Platz 3 |           |   |        |        |        |
|  | B3                                                     | Türkei                  | 4             |    |             |            |                  |           |   |        |        |        |
|  | B3                                                     | Türkei                  | 4             | A2 | Kirgisistan | 1          | B2               | Bulgarien | 8 |        |        |        |
|  |                                                        |                         |               | A2 | Kirgisistan | 1          | B2               | Bulgarien | 8 |        |        |        |
|  | B3                                                     | Türkei                  | 3             | B3 | Türkei      | 3          |                  |           |   |        |        |        |

#### Viertelfinale
| 30. Januar 2023 10:00 Uhr (Ortszeit) | Australien | 26:0 (5:0, 11:0, 12:0) Spielbericht | Südafrika | Zeytinburnu Buz Pateni Salonu, Istanbul Zuschauer: 48 |

| 30. Januar 2023 13:30 Uhr | Bulgarien | 6:2 (3:1, 1:0, 2:1) Spielbericht | Neuseeland | Zeytinburnu Buz Pateni Salonu, Istanbul Zuschauer: 50 |

| 30. Januar 2023 17:00 Uhr | Israel | 10:0 (4:0, 3:0, 3:0) Spielbericht | Bosnien und Herzegowina | Zeytinburnu Buz Pateni Salonu, Istanbul Zuschauer: 63 |

| 30. Januar 2023 20:30 Uhr | Kirgisistan | 1:3 (1:2, 0:0, 0:1) Spielbericht | Türkei | Zeytinburnu Buz Pateni Salonu, Istanbul Zuschauer: 235 |

#### Platzierungsspiele
Spiel um Platz 7
| 1. Februar 2023 13:30 Uhr | Bosnien und Herzegowina | 7:3 (6:0, 1:1, 0:2) Spielbericht | Südafrika | Zeytinburnu Buz Pateni Salonu, Istanbul Zuschauer: 74 |

Spiel um Platz 5
| 2. Februar 2023 13:30 Uhr | Kirgisistan | 2:3 (1:0, 0:0, 1:3) Spielbericht | Neuseeland | Zeytinburnu Buz Pateni Salonu, Istanbul Zuschauer: 70 |

#### Halbfinale
| 1. Februar 2023 17:00 Uhr | Australien | 4:1 (1:0, 1:0, 2:1) Spielbericht | Bulgarien | Zeytinburnu Buz Pateni Salonu, Istanbul Zuschauer: 100 |

| 1. Februar 2023 20:30 Uhr | Israel | 6:4 (1:1, 3:1, 2:2) Spielbericht | Türkei | Zeytinburnu Buz Pateni Salonu, Istanbul Zuschauer: 1.370 |

#### Spiel um Platz 3
| 2. Februar 2023 17:00 Uhr | Bulgarien | 8:3 (3:1, 3:2, 2:0) Spielbericht | Türkei | Zeytinburnu Buz Pateni Salonu, Istanbul Zuschauer: 450 |

#### Finale
| 2. Februar 2023 20:30 Uhr | Israel | 1:4 (0:0, 0:2, 1:2) Spielbericht | Australien | Zeytinburnu Buz Pateni Salonu, Istanbul Zuschauer: 300 |

### Auf- und Abstieg
| Absteiger in die Division III:  | Mexiko     |
| Aufsteiger in die Division IIB: | Australien |